# Ostrowo (wieś w powiecie mogileńskim)
Ostrowo – wieś w Polsce położona w województwie kujawsko-pomorskim, w powiecie mogileńskim, w gminie Strzelno. Położona nad Jeziorem Ostrowskim.

## Historia

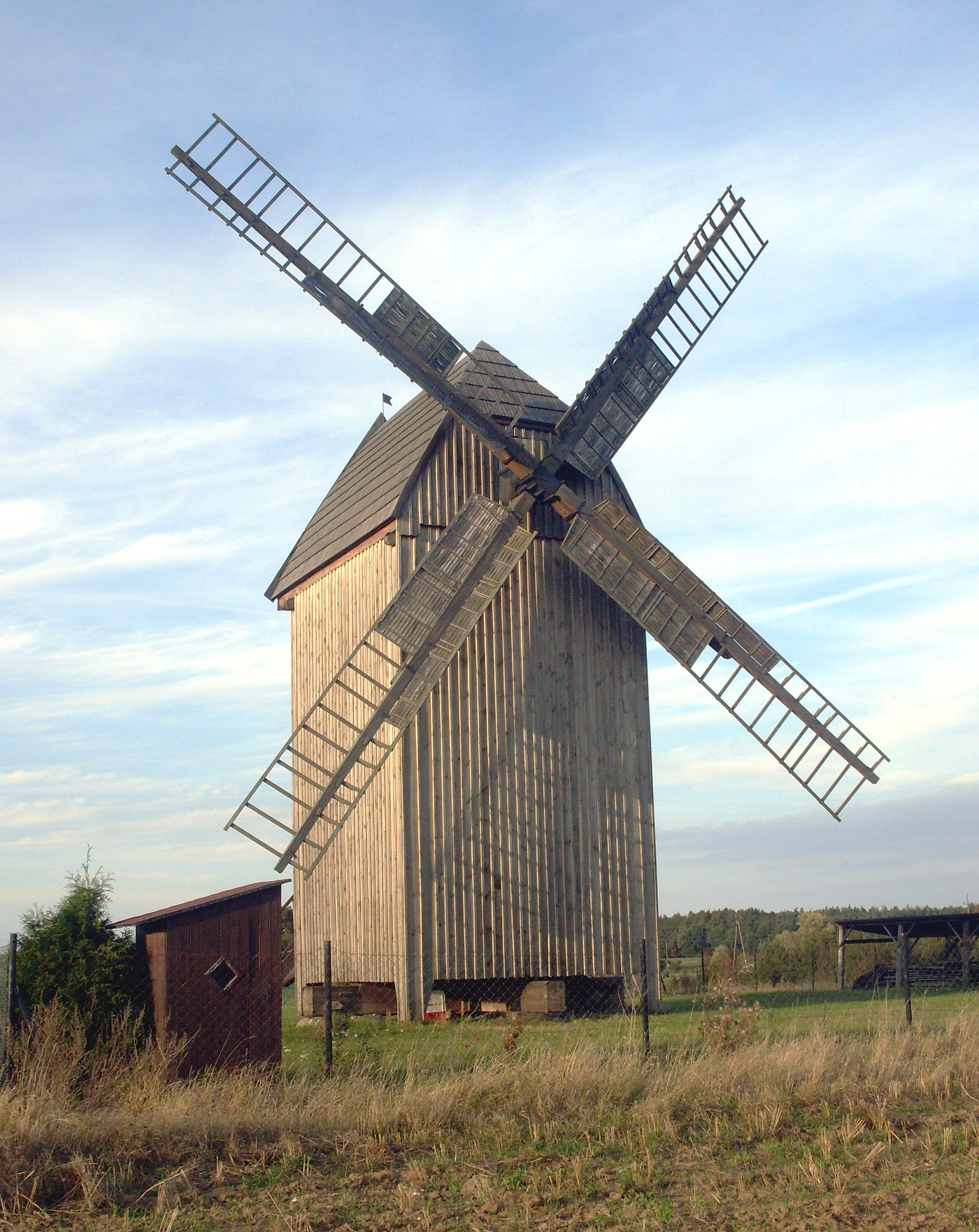
Wiatrak koźlak

Wieś wzmiankowana w bulli papieskiej z 1193 roku jako własność norbertanek ze Strzelna. Pierwotny kościół pochodził z roku 1448 – obecny neoromański pod wezwaniem Najświętszego Serca Pana Jezusa zbudowano w 1869 r. Wewnątrz manierystyczny obraz Koronacji Matki Boskiej z 2. połowy XVI w. oraz barokowy krucyfiks z 2. połowy XVII w.
Przy kościele znajduje się skansen narzędzi rolniczych założony przez ks. Władysława Gaszaka. We wsi funkcjonuje Ochotnicza Straż Pożarna założona w 1927 roku.

## Podział administracyjny
W latach 1975–1998 miejscowość należała administracyjnie do województwa bydgoskiego.

## Demografia
Według Narodowego Spisu Powszechnego (XII 2023 r.) liczyła 408 mieszkańców. Jest czwartą co do wielkości miejscowością gminy Strzelno.

## Zabytki
Według rejestru zabytków NID na listę zabytków wpisany jest drewniany wiatrak koźlak z 1803, nr rej.: A/183 z 14.06.2004, oraz otoczenie (działka), nr rej.: A/1602 z 28.11.2011. Wiatrak został odrestaurowany w 2007 r.